# 斤部
斤部（きんぶ）は、漢字を部首により分類したグループの一つ。
康熙字典214部首では69番目に置かれる（4画の9番目）。

## 概要

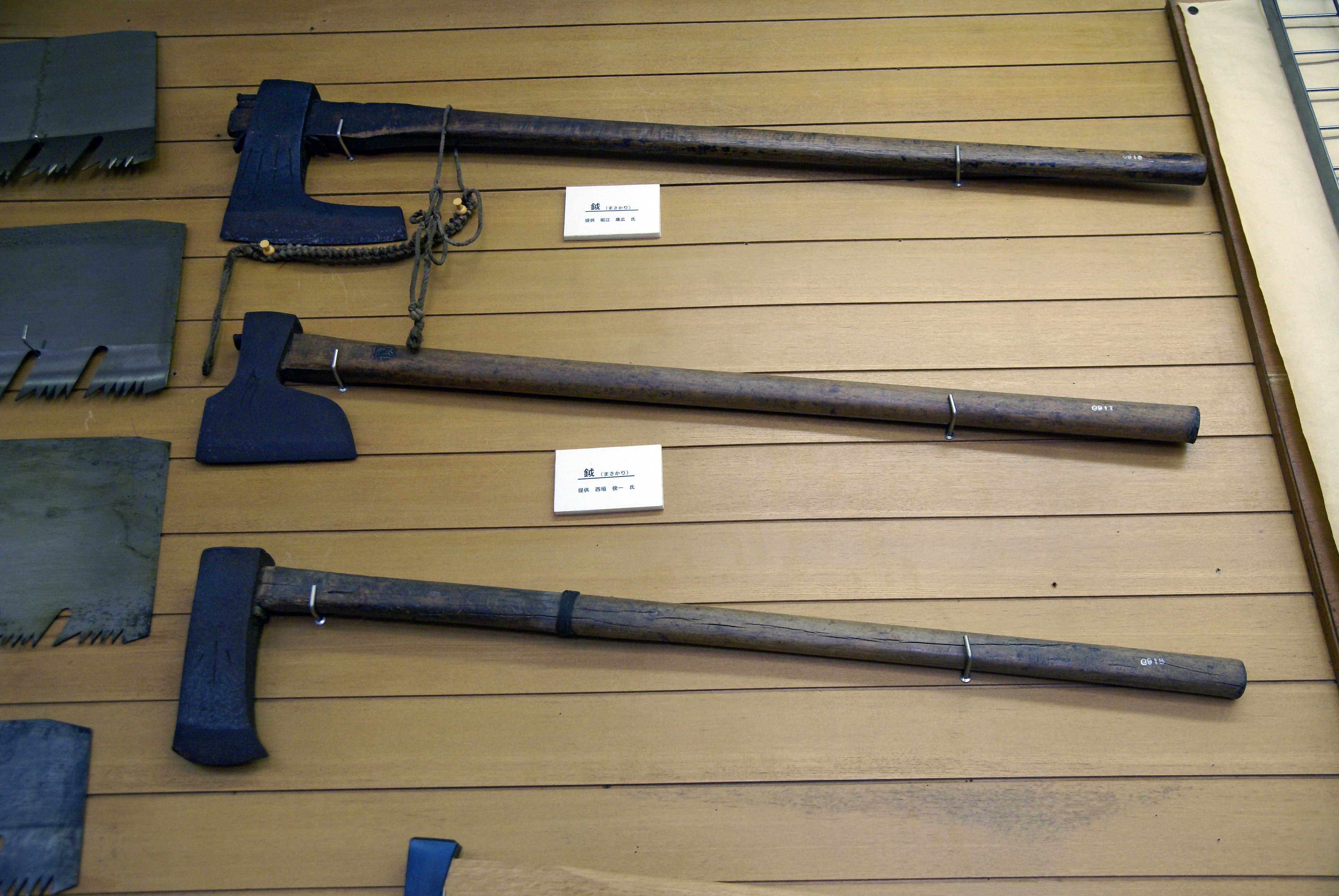

「斤」の字は木を切る斧を意味し、その形に象る。偏旁の意符としては斧や切ることに関することを示す。

## 部首の通称
- 日本：おの・おのづくり・きん
- 中国：斤字旁
- 韓国：도끼근부（dokki geun bu、斧の斤部）
- 英米：Radical axe

## 部首字
斤
- 広韻 - 挙欣切、欣韻
- 詩韻 - 欣韻、平声
- 三十六字母 - 見母
- 日本語 - 音：キン（漢音） 訓：おの
- 中国語 - ピンイン：jīn 注音：ㄐㄧㄣ ウェード式：chin 1
- 朝鮮語 - 訓音：도끼（dokki、斧） 근(geun)

甲骨文
金文
大篆
小篆

## 例字
- 斤・斥・斧・斬・斯・新・斷（断）